# Heinz Steinschulte
Heinz Steinschulte, né le 28 avril 1909, est un ancien joueur allemand de basket-ball.